# Lirimiris mirabilis
Lirimiris mirabilis är en fjärilsart som beskrevs av Rothschild 1917. Lirimiris mirabilis ingår i släktet Lirimiris och familjen tandspinnare. Inga underarter finns listade i Catalogue of Life.